# سربالا (تربت حیدریه)
سربالا یکی از روستاهای استان خراسان رضوی است که دردهستان پائین رخ بخش جلگه‌رخ شهرستان تربت حیدریه واقع شده‌است.

## جمعیت
بر اساس سرشماری سال ۱۳۸۵ جمعیت این روستا ۱۶۸۸ نفر (۴۲۴ خانوار) 
بوده است.